# 48-й моторизований корпус (Третій Рейх)
48-й моторизований ко́рпус (нім. XXXXVIII. Armeekorps (mot.) — армійський корпус (моторизований) Вермахту за часів Другої світової війни. 21 червня 1942 переформований на 48-й танковий корпус.

## Історія
XXXXVIII-й моторизований корпус був сформований 14 грудня 1940 у XII-му військовому окрузі (нім. Wehrkreis XII), як 48-й армійський корпус. Незабаром був перетворений на моторизований корпус Вермахту.

## Райони бойових дій
- Німеччина (грудень 1940 — квітень 1941);
- Генеральна губернія (квітень — червень 1941);
- СРСР (південний напрямок) (червень 1941 — червень 1942).

## Командування

### Командири
- генерал танкових військ Вернер Кемпф (нім. Werner Kempf) (6 січня 1941 — 15 лютого 1942);
- генерал танкових військ Рудольф Фаєль (нім. Rudolf Veiel) (15 лютого — 30 квітня 1942);
- генерал танкових військ Вернер Кемпф (1 травня — 21 червня 1942).

## Бойовий склад 48-го моторизованого корпусу
Формування управління, забезпечення та підтримки
- 144-те артилерійське командування (Arko 144);
- 448-й корпусний батальйон зв'язку (Korps-Nachrichten-Abteilung 448);
- 448-ме управління корпусного постачання (Korps-Nachschubtruppen 448);
- 448-й взвод фельджандармерії (Feldgendarmerie-Trupp 448);
- 448-й Східний батальйон (Ost Bataillon 448).

- 57-ма піхотна дивізія (57. Infanterie-Division);
- 75-та піхотна дивізія (75. Infanterie-Division).

- 11-та танкова дивізія (11. Panzer-Division);
- 57-ма піхотна дивізія;
- 75-та піхотна дивізія.

- 11-та танкова дивізія;
- 57-ма піхотна дивізія.

- 11-та танкова дивізія;
- 16-та танкова дивізія (16. Panzer-Division);
- 16-та моторизована дивізія (16. Infanterie-Division (mot).

- 1-ша гірсько-піхотна дивізія (1. Gebirgs-Division).
- 4-та гірсько-піхотна дивізія (4. Gebirgs-Division);
- 198-ма піхотна дивізія (198. Infanterie-Division).

- 13-та танкова дивізія (13. Panzer-Division);
- 16-та моторизована дивізія;
- Дивізія Лейбштандарте-СС «Адольф Гітлер» (SS-Division Leibstandarte SS Adolf Hitler).

- 16-та танкова дивізія.

- 9-та танкова дивізія (9. Panzer-Division);
- 16-та танкова дивізія.

- 9-та танкова дивізія;
- 16-та танкова дивізія;
- 25-та моторизована дивізія (25. Infanterie-Division (mot).

- 9-та танкова дивізія;
- 16-та моторизована дивізія;
- 25-та моторизована дивізія.

- 9-та танкова дивізія;
- 16-та моторизована дивізія;
- 95-та піхотна дивізія (95. Infanterie-Division).

- 9-та танкова дивізія;
- 16-та моторизована дивізія;
- 88-ма піхотна дивізія (88. Infanterie-Division).

- 9-та танкова дивізія;
- 82-га піхотна дивізія (82. Infanterie-Division);
- 377-ма піхотна дивізія (377. Infanterie-Division).

- 24-та танкова дивізія (24. Panzer-Division);
- Піхотна дивізія «Гроссдойчланд» (Infanterie-Division Großdeutschland).